# Dairy Denmark by Victor Borge
Mejeririgtig eksport er en dansk dokumentarfilm fra 1976, der er instrueret af Henning Ørnbak efter manuskript af Hans Edvard Teglers.

## Handling
Denne artikel mangler et handlingsreferat. Hjælp os med at skrive det.